# Villa Adorno Piccardo
La villa Adorno Piccardo è un edificio di origine quattrocentesca, situato nel quartiere genovese di Pra'.
Le notizie circa la sua edificazione sono poche: venne probabilmente eretta nel XV secolo su commissione degli Adorno e rimase di proprietà di questa famiglia fino all'Ottocento, quando fu acquistata da Francesco Piccardo. Oggi, dopo il restauro eseguito negli anni settanta del Novecento, è suddivisa in appartamenti privati.
Si ha traccia di una ristrutturazione importante avvenuta nel 1630, commissionata da Giovanni Battista Adorno all'architetto Bartolomeo Bianco che lavorò moltissimo in zona anche a villa Doria Podestà e successivamente a villa De Mari. L'intervento aggiunse al corpo centrale del palazzo, di fattura più antica, due corpi bassi disposti sul fronte mare; i tetti delle due nuove costruzioni hanno contribuito alla realizzazione di un'ampia balaustra, oggi affacciata sulla strada, mentre in origine era poco distante dal mare. Nell'ambito dello stesso intervento sono stati affrescati i saloni interni con scene mitologiche.
Il parco fu ridotto nell'Ottocento a seguito della costruzione della ferrovia Genova-Ventimiglia e l'ampliamento della strada litoranea, destino che colpì tutte le ville della zona, originariamente affacciate sul mare.
Durante la seconda guerra mondiale la villa fu gravemente danneggiata dai bombardamenti e gli affreschi seicenteschi sono andati perduti. Negli anni del dopoguerra l'edificio rimase in completo stato di abbandono mentre i terreni circostanti furono lottizzati e venduti per la realizzazione di palazzi e caseggiati mentre l'affaccio sulla spiaggia scomparve definitivamente con l'inizio della costruzione del porto di Pra'; la struttura abitativa venne quasi completamente ripristinata all'inizio degli anni settanta, nel 1973, l'edificio venne suddiviso in appartamenti e venduto. La villa è oggi proprietà privata e abitata.